# サンバコール
サンバコールは、日本のアングロアラブ競走馬。主な勝ち鞍に1998年の六甲盃、姫山菊花賞、西日本アラブダービー、2001年の新春賞、2002年の兵庫大賞典、2003年の全日本タマツバキ記念アラブ大賞典。

## 概要
- 特記事項なき場合、本節の出典はJBISサーチ[3]、地方競馬全国協会[2]

1997年10月28日、姫路競馬場でのアラブ系3歳初出走戦でデビューし、3着。2戦目で勝ちあがり、年をはさんで5連勝を記録する。楠賞全日本アラブ優駿の前哨戦である若駒賞でタッカースカレーの2着になると、楠賞全日本アラブ優駿でも向こう正面から一気にスパートするもタッカースカレーの4着に終わる。ここまでは、西村守幸厩舎の所属ではない田中学が騎乗していたが、楠賞全日本アラブ優駿のあとの調教で乗ろうと待機していたら、目の前で平松徳彦が騎乗し、そこで乗り替わりを悟ったという。平松に乗り替わって初戦のサンスポチャレンジカップを1着とすると、六甲盃でタッカースカレーの兵庫アラブ三冠を阻止し、姫山菊花賞をも勝って重賞を連勝、福山競馬場に遠征しての西日本アラブダービーではふたたびタッカースカレーを下して重賞3連勝とした。
1999年は4戦して勝てず、5月の兵庫大賞典でケイエスヨシゼンの3着となったあと長期休養に入る。
2000年秋に復帰し、3戦目となる新春賞で重賞4勝目を挙げた。その後しばらくは特別競走で勝っても重賞タイトルからは遠ざかっていたが、2002年の兵庫大賞典では、1999年から兵庫県競馬組合に導入されたサラブレッドと対戦し、シュンエイゼネラルやサラブレッドの兵庫三冠馬ロードバクシンらを下して重賞5勝目とした。続く阪急高速バス特別を勝った後に1年余りの休養に入り、2003年4月に復帰。2戦目兵庫大賞典でホクザンフィールドの3着に入った後福山に遠征し、全日本タマツバキ記念アラブ大賞典を制して重賞6勝目を挙げた。その後も特別競走で3勝を挙げたが、2004年8月15日の金沢競馬場でのセイユウ記念アラブグランプリで故障を発症して競走中止、これが最後の競馬となった。
その後、2006年4月1日付けで地方競馬登録が抹消され、以後の消息は不明。
田中学は降板劇のあと再度主戦を務め重賞を制しているが、「自分を育ててくれた馬」として挙げており、また降板劇とそれをバネにした自己研鑽が「父親（田中道夫）の七光り」という評判から抜け出すきっかけになったという。

## 競走成績
以下の内容は、JBISサーチ、netkeiba.com、地方競馬全国協会に基づく。
| 年月日     | 競馬場 | 競走名                           | 格 | 距離（馬場）  | 頭数 | 枠番 | 馬番 | （人気） | 着順 | タイム   | 着差 | 騎手     | 斤量 [kg] | 勝ち馬/（2着馬）       |
| ---------- | ------ | -------------------------------- | -- | ------------- | ---- | ---- | ---- | -------- | ---- | -------- | ---- | -------- | --------- | ---------------------- |
| 1997.10.28 | 姫路   | アラブ系3歳初出走                |    | ダ800m（良）  | 9    | 3    | 3    | （9人）  | 3着  | 00:53.3  | -0.4 | 田中学   | 54        | クールプリンス         |
| 0000.1203  | 園田   | アラブ系3歳一般                  |    | ダ1300m（重） | 11   | 5    | 5    | （1人）  | 1着  | 01:31.3  | -0.9 | 田中学   | 54        | （サンフラワー）       |
| 1998.01.02 | 園田   | アラブ系4歳一般                  |    | ダ1300m（不） | 12   | 5    | 5    | （1人）  | 1着  | 01:26.1  | -1.8 | 田中学   | 54        | （ミナミアスティー）   |
| 0000.02.18 | 園田   | アラブ系4歳一般                  |    | ダ1300m（良） | 11   | 5    | 5    | （1人）  | 1着  | 01:28.0  | -0.1 | 田中学   | 54        | （ラズベリードリーム） |
| 0000.03.26 | 姫路   | アラブ系4歳一般                  |    | ダ1400m（稍） | 11   | 3    | 3    | （3人）  | 1着  | 01:33.6  | -0.1 | 田中学   | 54        | （キラメキヒット）     |
| 0000.04.24 | 園田   | アラブ系4歳一般                  |    | ダ1300m（不） | 10   | 5    | 5    | （1人）  | 1着  | 01:25.3  | -0.5 | 田中学   | 54        | （クレシェンド）       |
| 0000.05.05 | 園田   | 若葉賞                           |    | ダ1800m（稍） | 8    | 7    | 7    | （3人）  | 2着  | 02:01.4  | -0.3 | 田中学   | 54        | タッカースカレー       |
| 0000.05.27 | 園田   | 楠賞全日本アラブ優駿             |    | ダ2300m（良） | 12   | 8    | 12   | （2人）  | 4着  | 02:38.3  | -0.3 | 田中学   | 55        | タッカースカレー       |
| 0000.09.16 | 園田   | サンスポチャレンジカップ         |    | ダ1800m（良） | 7    | 5    | 5    | （2人）  | 1着  | 02:02.9  | -0.4 | 平松徳彦 | 53        | （キラメキヒット）     |
| 0000.10.14 | 園田   | 六甲盃                           |    | ダ2300m（稍） | 7    | 7    | 7    | （2人）  | 1着  | 02:39.8  | -0.7 | 平松徳彦 | 54        | （キラメキヒット）     |
| 0000.11.04 | 園田   | 姫山菊花賞                       |    | ダ2000m（良） | 9    | 4    | 4    | （1人）  | 1着  | 02:16.2  | -0.5 | 平松徳彦 | 57        | （マイクリス）         |
| 0000.11.29 | 福山   | 西日本アラブダービー             |    | ダ2250m（良） | 10   | 5    | 5    | （1人）  | 1着  | 02:36.0  | -1.3 | 平松徳彦 | 55        | （タッカースカレー）   |
| 1999.01.03 | 園田   | 新春賞                           |    | ダ1800m（良） | 9    | 8    | 8    | （3人）  | 2着  | 01:59.4  | -0.2 | 平松徳彦 | 58.5      | エイランボーイ         |
| 0000.03.03 | 姫路   | 播磨賞                           |    | ダ2000m（重） | 10   | 4    | 4    | （2人）  | 4着  | 02:13.8  | -1.4 | 平松徳彦 | 58        | ノースタイガー         |
| 0000.04.22 | 園田   | アマリリス                       |    | ダ1700m（良） | 7    | 1    | 1    | （3人）  | 6着  | 01:52.9  | -0.9 | 平松徳彦 | 58        | ノースタイガー         |
| 0000.05.19 | 園田   | 兵庫大賞典                       |    | ダ2400m（良） | 7    | 7    | 7    | （6人）  | 3着  | 02:42.7  | -0.6 | 平松徳彦 | 56        | ケイエスヨシゼン       |
| 2000.11.29 | 園田   | 高田屋嘉兵衛公園特別             | S1 | ダ1870m（良） | 12   | 2    | 2    | （6人）  | 6着  | 02:05.9  | -0.5 | 田中学   | 55        | ベストスイセイ         |
| 0000.12.21 | 園田   | はぼたん                         | S1 | ダ1700m（重） | 9    | 4    | 4    | （2人）  | 3着  | 01:53.0  | -0.2 | 平松徳彦 | 55        | ワシュウジョージ       |
| 2000.01.03 | 園田   | 新春賞                           |    | ダ1870m（良） | 11   | 3    | 3    | （4人）  | 1着  | 02:04.3  | -0.1 | 尾林幸二 | 55        | （トライバルサンダー） |
| 0000.02.07 | 園田   | S1 4歳以上特別                   |    | ダ1870m（不） | 12   | 5    | 6    | （1人）  | 1着  | 02:02.0  | -0.4 | 田中学   | 56        | （サンユウラピート）   |
| 0000.03.06 | 姫路   | つばき                           | S1 | ダ1800m（重） | 10   | 7    | 8    | （1人）  | 1着  | 02:01.8  | -0.1 | 田中学   | 56        | （オカノテイセン）     |
| 0000.04.06 | 園田   | フォレストステーション波賀特別   | S1 | ダ1870m（良） | 10   | 3    | 3    | （3人）  | 4着  | 02:02.7  | -1.0 | 田中学   | 55        | ハッコーディオス       |
| 0000.05.01 | 園田   | 兵庫大賞典                       |    | ダ1870m（良） | 10   | 2    | 2    | （4人）  | 5着  | 02:03.4  | -1.2 | 尾林幸二 | 55        | ワシュウジョージ       |
| 0000.05.24 | 園田   | S1 3歳以上特別                   |    | ダ1870m（不） | 6    | 1    | 1    | （1人）  | 1着  | 02:03.5  | -0.1 | 田中学   | 57        | （ニシノリュウジン）   |
| 0000.11.02 | 園田   | S1 3歳以上特別                   |    | ダ1500m（良） | 8    | 2    | 2    | （1人）  | 2着  | 01:38.3  | -0.1 | 田中学   | 57        | アドミラル             |
| 0000.11.14 | 姫路   | 白鷺賞                           |    | ダ2000m（良） | 10   | 7    | 8    | （2人）  | 5着  | 02:18.1  | -1.1 | 田中学   | 58        | ハッコーディオス       |
| 0000.12.12 | 園田   | S1 3歳以上特別                   |    | ダ1870m（良） | 12   | 8    | 11   | （4人）  | 3着  | 02:04.6  | -0.3 | 田中学   | 55        | ハッコーディオス       |
| 2002.01.03 | 園田   | 新春賞                           |    | ダ1870m（良） | 12   | 8    | 12   | （4人）  | 4着  | 02:05.1  | -0.3 | 田中学   | 58        | ハッコーディオス       |
| 0000.03.03 | 佐賀   | 西日本アラブ大賞典               |    | ダ2400m（良） | 12   | 6    | 8    | （4人）  | 2着  | 02:42.8  | -0.1 | 田中学   | 56        | ワシュウジョージ       |
| 0000.04.25 | 園田   | かんなべ湯の森「ゆとろぎ」杯     | S1 | ダ1870m（稍） | 12   | 5    | 6    | （2人）  | 1着  | 02:02.2  | -0.7 | 田中学   | 56        | （ワシュウジョージ）   |
| 0000.05.06 | 園田   | 兵庫大賞典                       |    | ダ1870m（良） | 11   | 8    | 11   | （4人）  | 1着  | 02:01.5  | -0.2 | 田中学   | 55        | （シュンエイゼネラル） |
| 0000.06.12 | 園田   | 阪急高速バス特別                 | S1 | ダ1870m（重） | 10   | 3    | 3    | （1人）  | 1着  | 02:02.6  | -0.8 | 田中学   | 57        | （ソレユケイチマツ）   |
| 2003.04.11 | 園田   | 大中あじわい牛特別               | S1 | ダ1700m（重） | 12   | 6    | 7    | （2人）  | 2着  | 01:50.9  | -0.0 | 田中学   | 57        | ストロングゲイル       |
| 0000.05.05 | 園田   | 兵庫大賞典                       |    | ダ1870m（良） | 10   | 6    | 6    | （3人）  | 3着  | 02:01.5  | -0.4 | 田中学   | 55        | ホクザンフィールド     |
| 0000.05.25 | 福山   | 全日本タマツバキ記念アラブ大賞典 |    | ダ1800m（良） | 10   | 7    | 8    | （4人）  | 1着  | 01:59.7  | -0.3 | 田中学   | 54        | （レビンマサ）         |
| 0000.07.09 | 園田   | S1 3歳以上特別                   |    | ダ1700m（重） | 8    | 4    | 4    | （1人）  | 1着  | 01:50.9  | -0.4 | 田中学   | 56        | （サチノセンプー）     |
| 0000.10.15 | 園田   | S1 3歳以上特別                   |    | ダ1700m（不） | 12   | 2    | 2    | （1人）  | 2着  | 01:50.9  | -0.2 | 田中学   | 58        | ハッコーディオス       |
| 0000.10.29 | 園田   | S1 3歳以上特別                   |    | ダ1870m（良） | 12   | 6    | 8    | （1人）  | 1着  | 02:04.3  | -0.6 | 田中学   | 57        | （ケシゴホーエイ）     |
| 0000.12.18 | 園田   | 西宮えべっさんの酒特別           | S1 | ダ1700m（稍） | 12   | 8    | 11   | （2人）  | 2着  | 01:53.5  | -0.5 | 田中学   | 60        | ハッコーディオス       |
| 2004.01.03 | 園田   | 新春賞                           |    | ダ1870m（良） | 11   | 8    | 11   | （4人）  | 8着  | 02:02.0  | -1.0 | 田中学   | 57        | ホクザンフィールド     |
| 0000.01.22 | 園田   | S1 3歳以上特別                   |    | ダ1800m（良） | 12   | 8    | 12   | （1人）  | 1着  | 02:04.9  | -0.5 | 田中学   | 57        | （ミールテイオー）     |
| 0000.07.28 | 園田   | 神戸ビーフ特別                   | S1 | ダ1700m（良） | 9    | 8    | 8    | （4人）  | 9着  | 01:56.2  | -4.2 | 田中学   | 54        | タッカアーミジャー     |
| 0000.08.15 | 金沢   | セイユウ記念アラブグランプリ     |    | ダ2100m（重） | 12   | 3    | 3    | （4人）  |      | 競走中止 |      | 田中学   | 56        | スイグン               |

## 血統表
| サンバコールの血統               | サンバコールの血統                                   | サンバコールの血統         | （血統表の出典）              | （血統表の出典）              |
| 父系                             | ザテトラーク系（ヘロド系）                           | ザテトラーク系（ヘロド系） | ザテトラーク系（ヘロド系）    | [ § 2 ]                       |
| 父 アア スマノヒット 1981年 鹿毛 | 父の父アア スマノダイドウ 1970年 鹿毛                | アア ミトタカラ            | サラ タカクラヤマ             | サラ タカクラヤマ             |
| 父 アア スマノヒット 1981年 鹿毛 | 父の父アア スマノダイドウ 1970年 鹿毛                | アア ミトタカラ            | アラ 金友                     |                               |
| 父 アア スマノヒット 1981年 鹿毛 | 父の父アア スマノダイドウ 1970年 鹿毛                | サラ系 トキノメジロ        | サラ メジロオー               | サラ メジロオー               |
| 父 アア スマノヒット 1981年 鹿毛 | 父の父アア スマノダイドウ 1970年 鹿毛                | サラ系 トキノメジロ        | サラ系 トキノハツエ           |                               |
| 父 アア スマノヒット 1981年 鹿毛 | 父の母アア ナカツヒット 1971年 鹿毛                  | アア フジミナト            | トンシロ                      | トンシロ                      |
| 父 アア スマノヒット 1981年 鹿毛 | 父の母アア ナカツヒット 1971年 鹿毛                  | アア フジミナト            | アラ 弟詠                     |                               |
| 父 アア スマノヒット 1981年 鹿毛 | 父の母アア ナカツヒット 1971年 鹿毛                  | サラ ミスコンパクト        | サラ トサオー                 | サラ トサオー                 |
| 父 アア スマノヒット 1981年 鹿毛 | 父の母アア ナカツヒット 1971年 鹿毛                  | サラ ミスコンパクト        | サラ ローヤルメリー           |                               |
| 母 アア バコール 1990年 栗毛     | 母の父アア イムラッド Imrad （フランス） 1977年 芦毛 | アア Fayriland II          | Thailand                      | Thailand                      |
| 母 アア バコール 1990年 栗毛     | 母の父アア イムラッド Imrad （フランス） 1977年 芦毛 | アア Fayriland II          | Florise III                   |                               |
| 母 アア バコール 1990年 栗毛     | 母の父アア イムラッド Imrad （フランス） 1977年 芦毛 | サラ Orsola                | サラ Phaeton                  | サラ Phaeton                  |
| 母 アア バコール 1990年 栗毛     | 母の父アア イムラッド Imrad （フランス） 1977年 芦毛 | サラ Orsola                | サラ L'Epau                   |                               |
| 母 アア バコール 1990年 栗毛     | 母の母アア ミスツルガヒメ 1974年 栗毛                | サラ アローエクスプレス    | サラ スパニッシュイクスプレス | サラ スパニッシュイクスプレス |
| 母 アア バコール 1990年 栗毛     | 母の母アア ミスツルガヒメ 1974年 栗毛                | サラ アローエクスプレス    | サラ ソーダストリーム         |                               |
| 母 アア バコール 1990年 栗毛     | 母の母アア ミスツルガヒメ 1974年 栗毛                | アア ミスミホノ            | サラ ホマレモン               | サラ ホマレモン               |
| 母 アア バコール 1990年 栗毛     | 母の母アア ミスツルガヒメ 1974年 栗毛                | アア ミスミホノ            | アラ 銀治                     |                               |
| 5代内の近親交配                  | アウトブリード                                       | アウトブリード             | アウトブリード                | [ § 3 ]                       |
| 出典                             | 1. 2. 3.                                             | 1. 2. 3.                   | 1. 2. 3.                      | 1. 2. 3.                      |